# Space Camp Turkey
 (août 2009).
Si vous disposez d'ouvrages ou d'articles de référence ou si vous connaissez des sites web de qualité traitant du thème abordé ici, merci de compléter l'article en donnant les références utiles à sa vérifiabilité et en les liant à la section « Notes et références ».
Space Camp Turkey est un parc à thème scientifique orienté vers l'espace et la conquête spatiale. Situé à Izmir, Space Camp Turkey a été fondé le 12 juin 2000 par M. Kaya Tuncer, président d’ESBAS (« Aegean Free Zone Operating and Developing Company »), une industrie moderne située à Izmir.
En plus de faire la promotion des sciences de l’espace, SCT s’est donné comme mission de promouvoir le travail d’équipe et d’initier les campeurs aux technologies de l’espace à travers différents types de simulations. Des jeunes de 7 à 15 ans peuvent donc assister à divers programmes de durée variable tels le programme de 6 jours. SCT offre également un « programme académique » souple, permettant à chaque groupe d’ajuster le contenu soit en ajoutant des activités à caractère scientifique ou en organisant la visite d’attractions telles que la ville d’Éphèse et la Maison de la Vierge Marie.
Le Camp Spatial de la Turquie offre également des programmes pour les adultes. Le Programme de Développement Corporatif de 2 jours répond aux besoins spécifiques de chaque entreprise, mettant l’accent, à travers une animation dynamique, sur le travail d’équipe, la gestion du temps, la résolution de problèmes et l’aptitude à communiquer. Un autre programme est l’Académie Spatiale d’un jour pour adultes ; celui-ci inclut une simulation d’astronaute en participant à une mission au bord de la navette spatiale Discovery, et d’un repas en équipe.
Depuis son ouverture le 12 juin 2000, SCT a accueilli 170 000 jeunes de partout dans le monde dans le cadre de ses différents programmes en anglais et en Turc. Ainsi, des jeunes des États-Unis, de l’Allemagne, du Portugal, de la Roumanie, du Kazakhstan, des Émirats arabes unis, de la Chine, etc., gardent  le souvenir d’une expérience mémorable.

## Installations et animateurs
SCT possède 2 dortoirs (fille/garçon) comptant environ 325 lits, des salles de classe, des simulateurs d’entraînement, des laboratoires de science, d’informatique et d’hydroponique ; de plus, on y retrouve une réplique de la navette Discovery, une salle de contrôle pour les missions, une cafétéria, une cantine, une infirmerie avec 8 lits, un observatoire, un auditorium, quelques ères d’exposition, un site de lancement pour les fusées et un terrain de jeu extérieur.
La sécurité du building est assurée par des caméras de surveillance et la présence d’un gardien de sécurité a l’entrée en tout temps, en plus de ses nombreux détecteurs de fumée, d’un système d’alarme pour le feu et d’un système d’arrosage. Pour ce qui a trait aux simulateurs, le bon fonctionnement de ceux-ci fait l’objet d’une vérification quotidienne par nos techniciens certifiés.
Les campeurs sont regroupés en équipes de 10 à 12 dès leur arrivée et un animateur leur est assigné. Plusieurs animateurs possèdent un certificat d’enseignement et sont diplômés de diverses disciplines telles que l’astronomie, la chimie, les sciences nucléaires; certains parlent également une deuxième langue et ils sont supervisés en tout temps. Ces derniers sont responsables d’enseigner et de veiller au bien-être des jeunes, de 8am à 11pm. De plus, des moniteurs et un superviseur désignés sont en fonction durant la nuit, pour les dortoirs.